# Li Tianian
Dans ce nom, le nom de famille, Li, précède le nom personnel.
Li Tianian est une céiste chinoise pratiquant la course en ligne.

## Carrière
Li Tianian participe aux Championnats du monde de course en ligne 2010 à Poznań et remporte la médaille d'argent en canoë monoplace (C-1) 200 m.